# Prológica
Prológica, celým názvem Prológica Indústria e Comércio de Microcomputadores, byla brazilská společnost zabývající se primárně výrobou mikropočítačů, tiskáren a počítačových periferií.
Firma byla založena roku 1976 v São Paulu Leonardem Bellonzim a Josephem Blumenfieldem. Zpočátku se specializovala primárně na vývoj a výrobu účetních přístrojů. V dubnu 1977 vydala svůj první mikropočítač, pojmenovaný Prológica 1. Na vývoj počítačů se ale zaměřila až v roce 1981, kdy vydala klon britského ZX80, pojmenovaný NE-Z80. V následujících letech vydala řadu dalších zařízení, jako například CP-500 nebo SP 16. Na svém vrcholu šlo o třetí největší brazilskou společnost v sektoru. V 90. letech ale vstoupila do úpadku způsobeného ukončením tržní rezervy, která dávala národním společnostem výraznou výhodu nad těmi zahraničními. Nakonec z trhu zmizela; pravděpodobně byla uzavřena v roce 1995.

## Historie

### 70. léta: Počátky
Prológica byla založena v listopadu 1976 z obchodu elektronických součástek Filcres jeho vlastníkem Leonardem Bellonzim a Josephem Blumenfieldem. Obchod se nacházel na ulici Rua Aurora, v brazilském městě São Paulo. Bellonzi se stal prezidentem společnosti a Blumenfield jejím technickým ředitelem. Nejdříve navrhli prototyp účetního přístroje, který využíval procesor Intel 8080. O šest měsíců později ho vydali na trh, přičemž zvládli prodat až 3 000 kusů. K vedení společnosti se mezitím připojily dvě další osoby - Stella Mariz Bellonzi, matka Leonarda Bellonziho, jenž se stala finanční ředitelkou a Carlos Roberto Gauch, jenž se rychle dostal na pozici viceprezidenta firmy. Svou první reklamu společnost zveřejnila v roce 1981.
Během několika následujících let vyvíjela společnost další podobné přístroje. Nějakou dobu dodávala italskému výrobci Olivetti účetní přístroj CFE-243. Mezi další její produkty patřil například MCA-100, Alpha Disk a Alpha Card.

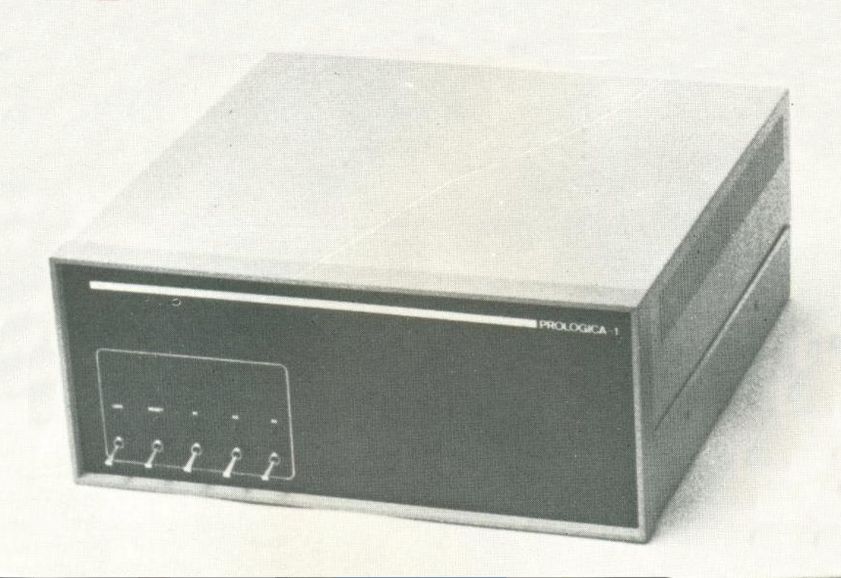
Prológica 1, první mikropočítač společnosti

V únoru 1977 vydala pod svou dceřinou společností Editele první číslo časopisu Nova Eletrônica, zaměřený na elektroniku. O dva měsíce později debutovala na počítačovém trhu s mikropočítačem ve formě stavebnice, pojmenovaném Prológica 1. Zařízení bylo poháněno mikroprocesorem Intel 8080 a podporovalo širokou škálu periferií včetně monitorů. Bylo dodáváno s interpretem BASICu.
Prológica od svých začátků silně zastávala pozici soběstačnosti. Svou první továrnu otevřela ve čtvrti Vila Santa Catarina v São Paulu. Měla plochu 1500 metrů čtverečních.

### 80. léta: Prosperita
V srpnu 1981 začala Prológica vyrábět nový mikropočítač Sistema 700. V říjnu vydala neoficiální klon britského ZX80, pojmenovaný NE-Z80 - s cenou 59 900 brazilských cruzeiros (Cr$) o nejlevnější počítač na trhu. O tři měsíce později, v lednu 1982, vydala společnost jeho nástupce, NE-Z8000.
V březnu 1982 vydala společnost mikropočítač CP-500, v říjnu následoval CP-200. Ten rok prodala společnost přes 5 000 zařízení a ovládala 30 % - 35 % brazilského mikropočítačového trhu. Její obrat činil 6 miliard Cr$.
V únoru 1983 utvořila firma k prodeji svých mikropočítačů konsorcium, pojmenované Garavelo. V dubnu na veletrhu MicroFestival 83 veřejně odprezentovala počítač Sistema 600 a tiskárnu P 500. V říjnu na 3. ročníku říjnového veletrhu Feira da Informática v São Paulu oznámila první tiskárnu v Brazílii, která byla schopná tisknout rychlostí až 400 znaků za sekundu. Během stejného měsíce prodávala svá zařízení v obalech, které na sobě měly text "Tržní rezerva. Ochrana národních hodnot.". Bellonzi tisku uvedl, že to je "náš způsob vyjádření naší pozice. ... Není to provokativní kampaň proti těm, co jsou proti tržní rezervě, ale myslíme si, že tržní rezerva je nutnost, pokud chce Brazílie efektivně vyvíjet vlastní technologii." Ten rok činil profit společnosti 23 miliard Cr$, přičemž prodala 26 000 zařízení.

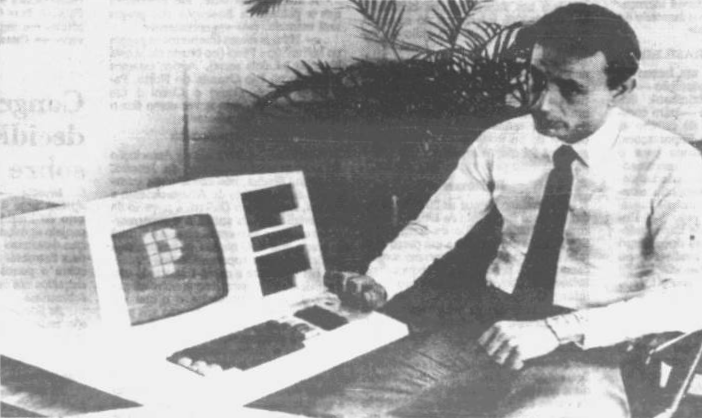
Carlos Roberto Gauch vedle CP 500 (1984)

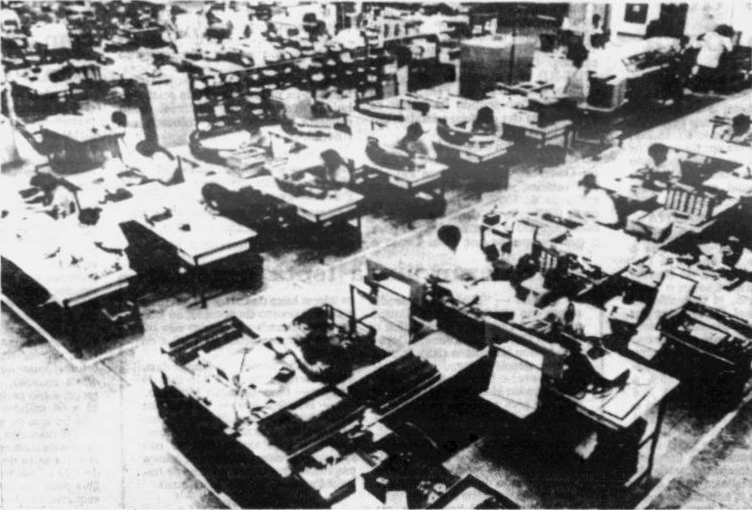
Interiér kanceláře Prológicy (1984)

K únoru 1984 zaměstnávala firma 1 013 osob, včetně 200 inženýrů zaměřujících se na vývoj nových zařízení a výzkum; k září se tato čísla navýšila na 1500 a 350. S tržním podílem 6,5 % šlo o čtvrtého největšího výrobce mikropočítačů a periferií v Brazílii, čehož firma podle Gaucha dosáhla zčásti díky tržní rezervě. Stejný měsíc firma projevila zájem odkoupit od americké společnosti Philco továrnu polovodičových součástek, nacházející se ve městě Contagem. Gauch prohlásil, že Prológica v rámci pětiletého investičního plánu plánuje stát se výrobcem mikroprocesorů a snížit tak importy těchto součástech do země. Nebyla ale jedinou společností, která o továrnu projevila zájem; o několik dní ji za 9 milionů amerických dolarů odkoupila korporace Sharp. Ve stejném roce začala Prológica exportovat své výrobky do jiných zemí Latinské Ameriky. V červnu vydala počítač Super 700, určený pro středně velké a velké společnosti. Později otevřela svou třetí továrnu, nacházející se ve čtvrti Socorro v São Paulu. 2. října vydala svůj první barevný počítač, CP-400 Color.
29. října na veletrhu 4. ročníku Feira de Informática v Riu de Janeiru oznámila svůj první 16bitový systém, SP 16; disketovou mechaniku pro CP 400 COLOR, CP 450; nový model tiskárny P 500 s navýšenou rychlostí tisku a nejrychlejší tiskárnu na trhu s rychlostí tisku 400 znaků za sekundu, P 740. Všechna tato zařízení byla vydána v následujícím měsíci. Společnost na konci listopadu zároveň zveřejnila nový komunikační protokol zvaný TRTTY, se kterým se mohli uživatelé osobních počítačů připojit k Cirandão, telepočítačové síti od telekomunikační společnosti Embratel. Rok ukončila s výdělkem 103 miliard Cr$.
V lednu 1985 oznámila společnost plány otevřít v Zóně volného obchodu Manaus dvě nové továrny; investice by stála 5 miliard Cr$. Projekt byl představenstvem Zóny schválen, ale na základě rozhodnutí Národní rady pro informační technologie a automatizaci (Conselho Nacional de Informática e a Automação) Prológica na počátku června plány zrušila. O několik dní později pohrozila státnímu Speciálnímu sekretariátu pro informační technologie (Secretaria Especial de Informática) žalobou. Důvodem byly nejasnosti ohledně toho, zda budou společnosti ze sektoru informačních technologií nacházející se v Zóně volného obchodu stále získávat výhody včetně odpuštění daně z příjmu a snížených daní z importů, což jim totiž umožňovalo ušetřit až 30%. To podle Gaucha mohlo vést k protizákonnému monopolu - část konkurence Prológicy totiž ze Zóny fungovala. V srpnu začala společnost exportovat CP 200 a CP 400 do Argentiny.
K roku 1986 zaměstnávala firma 6,9 % všech pracovníků v brazilském počítačovém sektoru. Na začátku června vydala Solution 16, první All-in-One 16bitový mikropočítač vyráběný v Brazílii.

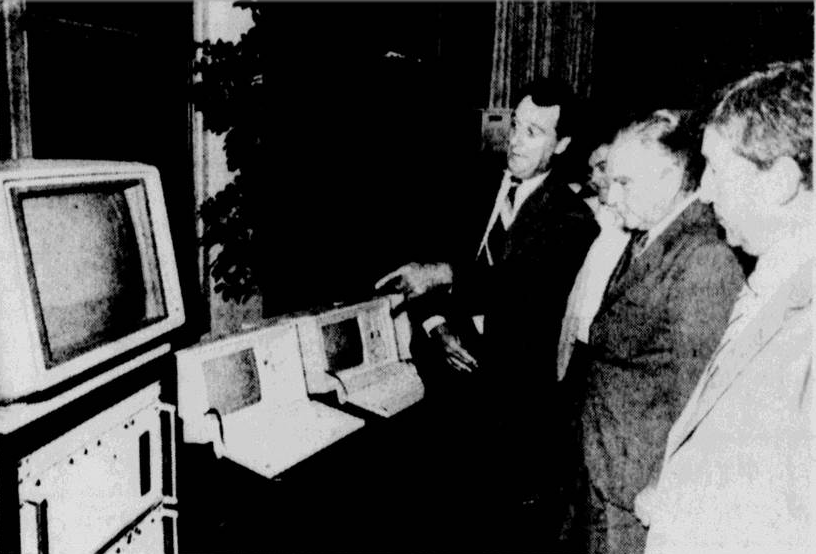
Leonardo Bellonzi, ministr vědy a technologií Renato Archer a profesor João Antônio Zuffo prohlížející si prototyp třetího modelu SP 32 (1987)

V březnu 1987 oznámila Prológica své plány na zdvojnásobení své výroby z 2 000 na 4 000 počítačů za měsíc a na vydání tří nových výrobků, včetně první 3,5" diskety vyráběné v Brazílii a 32bitového superminipočítače SP 32, jenž vyvíjela ve spolupráci s Univerzitou São Paulo. SP 32 vydala později toho roku. V říjnu uvedla na trh počítač AT SP 286. Ten rok činil obrat společnosti 100 milionů cruzados za měsíc.

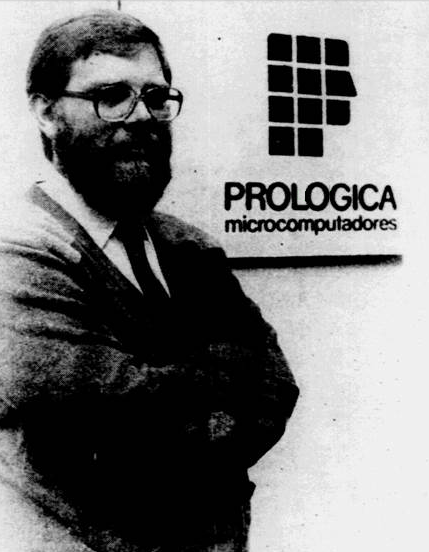
Paulo Carreiro (1989)

V říjnu 1989 vydala společnost mikropočítač AT SP 386, mířený na uživatele používající na výkon náročné aplikace. Rok ukončila firma s 11 000 prodanými počítači a profitem 79 milionů dolarů. Paulo Carreiro, marketingový ředitel společnosti, odhadoval, že v roce 1990 dosáhne Prológica 15 000 prodaných kusů a výdělku až 105 milionů dolarů.
V létě 1990 vydala společnost dva nové mikropočítače (XT 202 a 368 DX) a zařízení s názvem Multiposto, které umožňovalo na jednom počítači spolupracovat až čtyřem lidem. Šlo o první takové zařízení svého druhu v zemi. V červnu sdělil Bellonzi tisku, že mu otevření brazilského trhu zahraničním společnostem, jenž prezident Collor oznámil, starosti nedělá. Společnost měla za cíl během následujících 18 měsíců snížit cenu svých produktů o 20 %, přičemž její ředitel sázel hlavně na levnější zahraniční komponenty, které by po otevření bylo možné importovat.

### 90. léta: Úpadek
S relaxací trhu a zrušením tržní rezervy pod vládou prezidenta Collora vstoupila Prológica a mnoho dalších brazilských počítačových společností do úpadku - otevření trhu způsobilo příchod mnoha zahraničních společností, kterým nemohly ty brazilské se svými zastaralými technologiemi konkurovat. Ke konci roku 1990 hlásila společnost o 50% nižší profit. V říjnu a listopadu stejného roku zaznamenala oproti březnu, kdy byl Collorův ekonomický plán odstartován, 30% pokles v množství prodaných počítačů a pokles v množství zaměstnanců z 1 100 na 800. Roční obrat činil 60 milionů US$.
V roce 1991 podstupovala firma rozsáhlou restrukturalizaci a hromadná propouštění zaměstnanců; v srpnu jich pro společnost pracovalo jen 464. V srpnu oznámila firma dva nové počítače kompatibilní s IBM PC; jedním z nich byl 486 DX. Bellonzi také oznámil novou strategii společnosti, která by se měla zaměřovat na menší zákazníky. Firma tak vstoupila do přímé konkurence s neoficiálními klony, které ovládaly asi 70 % trhu. Bellonzi chtěl ovládnout alespoň 10 % trhu.
Na 11. ročníku veletrhu Feira Internacional de Informática, konaném na konci září 1991 v São Paulu, oznámila Prológica vlastní řadu notebooků. Příští rok je odprezentovala na veletrhu Comdex Sucesu pod názvem DeskNote. Nikdy ale nebyly vydány a společnost již nikdy neoznámila žádný nový produkt.
Roku 1992 uzavřela firma partnerství se společností Novell, jenž byla zodpovědná za operační systém DR-DOS. Ten začala Prológica brzy dodávat se svými počítači.

#### Žaloba od Microsoftu
V srpnu 1990 byla Prológica zažalována Microsoftem za distribuci SO16 (Sistema Operativo 16), operačního systému založeného na MS-DOS, na základě příliš velké podobnosti mezi nimi. Tento argument Microsoft podložil porovnávací studií od Roberta Carlose Mayera, profesora na Univerzitě São Paulo. 28stránková studie odhalila, že v MS-DOS a SO16 se nachází tolik identických částí kódu, že možnost náhody lze s "absolutní jistotou vyloučit". V září zažaloval Microsoft za porušení autorských práv další tři dceřiné společnosti Prológicy - Indústria e Comércio de Periféricos, CP Computadores Pessoais a Filcres Importação e Representações.
Microsoft vyžadoval odškodnění 100 amerických dolarů za každou kopii SO16 vypuštěnou na trh od roku 1985 a okamžité přerušení výroby a propagace "ilegální kopie". Podle vlastních odhadů ztratila americká společnost jen za rok 1990 kolem milionu dolarů.
Celý soudní proces doprovázely problémy s definicemi statutu autorského práva. Soudní dvůr v São Paulu nakonec rozhodl v prospěch Microsoftu a nařídil Prológice zaplatit odškodnění za 2 000 kusů MS-DOS, každý z nich za cenu 160 US$.

### 1995: Zánik
Okolnosti zániku Prológicy jsou nejasné. Poslední známá reference ke společnosti jako ke stále fungující pochází z října 1995, kdy bylo telefonní číslo firmy naposled otištěno v informační sekci deníku Jornal do Brasil.

## Dceřiné společnosti
Postupem let se z Prológicy stala skupina společností, každá s vlastním zaměřením.
- CP Computadores Pessoal Ltda.
  - CP Computadores byla zaměřená na výrobu počítačů.
- Editele Editora Técnica Eletrônica Ltda.
  - Editele byla zodpovědná za tisk časopisů Nova Eletrônica a Geração Prologica a manuálů k zařízením, které Prológica prodávala.
- Filcres Eletrônica Atacadista Ltda.
  - Filcres vyráběla počítačové komponenty.
- Microperiféricos Industria e Comércio de Periféricos
  - Microperiféricos vyráběla periferie, včetně tiskáren.
- Promel Promocoes Eletrônica e Informática Ltda.
  - Promel byl zaměřen na poskytování služeb a technické asistence.

## Továrny
Prológica provozovala několik továren na následujících lokacích:
- sousedství Brooklin, São Paulo
  - Nejstarší továrna společnosti. Zaměřovala se na výrobu magnetických disků, disket, tiskáren a dalších periferií.
- nedaleko letiště Congonhas, São Paulo
  - Zaměřovala se na výrobu větších počítačů společnosti (např. Sistema 600, Sistema 700 a Super 700).
- sousedství Socorro, São Paulo
  - Tato továrna byla otevřena v létě 1984. Zaměřovala se na výrobu osobních počítačů (např. CP-200, CP-300 a CP-500).

K roku 1984 měly všechny továrny společnosti plochu dohromady 24000 metrů čtverečních.

### Neuskutečněné plány
V lednu 1985 oznámila společnost plány na otevření dvou nových továren v Zóně volného obchodu Manaus, spravované jejími dvěma dceřinými společnostmi - CP Componentes Profissionais a CP Computadores Pessoais. Componentes Profissionais by vyráběla desky a klávesnice, zatímco Computadores Pessoais počítače, tiskárny a pevné disky. Odhadovaná výše počátečních nákladů byla 5 miliard Cr$; dalších 2,8 miliard by stálo vybavení. Gauch odhadoval, že během prvního roku po uvedení do provozu by továrny do regionu přinesly 127 miliard Cr$ a 600 nových pracovních pozic. Na počátku června ale na základě rozhodnutí Národní rady pro informační technologie a automatizaci své plány zrušila.

## Produkty

### Domácí počítače
- Prológica 1 (duben 1977)[2]
- NE-Z80 (1981, klon ZX80)[11]
- NE-Z8000 (1982, klon ZX80)[13]
- CP-200 (1982, kompatibilní se ZX81)
- CP-300 (1983, kompatibilní s TRS-80 Model III)
- CP-400 Color (1984, kompatibilní s TRS-80 Color Computer 2)[29]

### Osobní počítače
- Sistema 700 (srpen 1981, kompatibilní s CP/M)[10]
- CP-500 (1982, kompatibilní s TRS-80 Model III)
- Sistema 600 (1983)[67]
- Super 700 (1984)[26]
- SP 16 (1984)[29]
- Solution 16 (1986, kompatibilní s MS-DOS)[39]

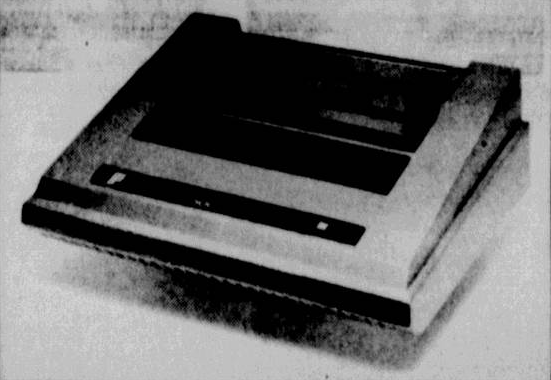
Tiskárna P 500

- SP 32 (1987)[41]
- SP XT
- AT SP 286 (1987)[68]
- AT SP 386 (1989)[43]
- AT SP 486
- SP 1611
- XT 202 (1990)[47]
- 386 DX (1990)[47]
- 486 DX (1991)[53]

### Periferie
- CP-450 (disketová mechanika)[29]
- NEX-80 (1982; modul rozšíření RAM)[13]
- Super File (září 1983; externí magnetický disk pro Sistema 700)[69]
- Multiposto (1989; periferie umožňující práci až čtyř lidí na jednom počítači)
- P 500
- P 500 S (listopad 1984; tiskárna o rychlosti 150 znaků za sekundu)
- P 600
- P 700
- P 720 (srpen 1982; tiskárna se čtyřmi režimi tisku - standardních 132 znaků na řádek, 220 znaků na řádek, 66 znaků na řádek a 110 znaků na řádek.[70] Rychlost tisku byla 200 znaků za sekundu. Zařízení podporovalo obousměrný tisk a bylo vybaveno sériovým i paralelním portem.)[71]
- P 740 (listopad 1984; tiskárna o rychlosti 400 znaků za sekundu ve 120 sloupcích)[72][73]
- Antares 400 (jehličková tiskárna)

### Ostatní
- Pronet (lokální síť umožňující propojení více počítačů Sistema 700 a přenos souborů mezi nimi)[7]
- TTRPY (listopad 1984; komunikační protokol umožňující připojení osobních počítačů k síti Cirandão)[30]